# Philip Huff
Philip Huff, pseudoniem van Philip Diederik Verdonck Huffnagel (Naarden, 28 september 1984) is een Nederlandse schrijver en regisseur. Huff schrijft romans, verhalen, essays, gedichten, liedteksten en filmscenario's.

## Loopbaan
Huff studeerde Spaans aan de Universiteit van Granada, geschiedenis en wijsbegeerte aan de Universiteit van Amsterdam en deed een minor Amerikanistiek aan de Humboldt Universiteit in Berlijn.
Huff debuteerde in 2008 met een kort verhaal in het literaire tijdschrift De Gids. In 2009 publiceerde hij korte verhalen in Passionate Magazine, Hollands Maandblad en Hollands Diep, in een korte verhalenspecial met Sanneke van Hassel en Arnon Grunberg. Op 1 oktober van hetzelfde jaar verscheen bij uitgeverij De Bezige Bij zijn debuutroman Dagen van Gras, over een achttienjarige jongen die met moeite herstelt van een psychose. Het boek werd genomineerd voor de Academica Debutantenprijs.
Dagen van Gras werd in 2011 door Tomas Kaan bij de VPRO verfilmd voor de serie One Night Stand. Huff schreef het scenario. In dat jaar won hij ook de Hollands Maandblad Prozaprijs.
Begin 2012 verscheen Huffs tweede roman, Niemand in de stad, over een vriendschap tussen drie leden van het studentencorps. Voor Niemand in de stad ontving Huff de Dioraphte Jongerenliteratuur Prijs 2013. Literair weblog Tzum noemde het boek 'een pleidooi voor oprechtheid.' In 2018 was het boek onderwerp van een controverse in dagblad Trouw over de vraag of het boek divers genoeg was.
Van 2012 tot 2013 had Huff een wekelijkse column in Het Parool.
In 2013 verscheen Goed om hier te zijn. Een van de verhalen uit de bundel werd vertaald opgenomen in Best of European Fiction 2017, een Amerikaanse anthologie van vertaalde Europese literatuur.
In 2015 publiceerde Huff het boek Het verdriet van anderen, een persoonlijke leesgeschiedenis, over de tijd dat hij in het ziekenhuis lag, voor een operatie aan zijn hart. Huff schreef dat jaar eveneens het scenario voor de VPRO-telefilm Groenland, onder regie van Tomas Kaan.
In 2018 ging de speelfilm van Niemand in de stad, onder regie van Michiel van Erp, als openingsfilm van het Nederlands Film Festival in première. De film ontving negen nominaties voor de Gouden Kalveren van 2019, waaronder die voor het beste scenario. Huff won datzelfde jaar de Zilveren Krulstaart voor het beste Nederlandstalige script.
In 2022 verscheen Wat je van bloed weet, zijn eerste roman in acht jaar, waar hij bijna veertien jaar aan werkte. Het boek kwam binnen op nummer één in de Bestseller60. Een jaar later debuteerde Huff als dichter, met de bundel Ik meld mij af, ik meld mij aan.
De in 2024 verschenen roman Open behandelt een stukgelopen open relatie en werd door enkele recensenten, net als veel eerdere romans, gezien als ‘autofictie’. Huff publiceerde in Hollands Maandblad een essay waarin hij stelde dat zijn boeken geen autofictiewerken zijn maar autobiografische romans. Hij kondigde aan geen romans meer te schrijven.
Eind 2024 verscheen De gedichtenapotheek, een bloemlezing die in de top 5 van de bestsellerlijst binnenkwam.
Huff heeft vaak kritiek geleverd op het kapitalistische systeem en het populisme.

### Naast het schrijverschap
Huff deed in augustus 2018 mee aan De Slimste Mens. Hij haalde de finale, waarin hij verloor van Roelof de Vries.
In 2020 maakte Huff zijn debuut als regisseur tijdens de jubileumeditie van het filmproject De Ontmoeting. Zijn korte film Bosrandgeluk, met hoofdrollen voor Jeroen Krabbé en Olga Zuiderhoek, ging in de Gouden Kalverencompetitie voor korte films in première op het Nederlands Film Festival en werd uitgekozen voor het Selected Dutch Shorts Festival.
In 2022 ging Huffs tweede korte film als regisseur in première, eveneens op het Nederlands Film Festival. Hoofdrolspeler Ilke Paddenburg werd voor haar rol in Het kamp genomineerd voor een Gouden Kalf.

## Beknopte bibliografie

##### Korte verhalen
- 2008: 'De Ochtenden', in De Gids
- 2009: 'Jij', in Passionate Magazine
- 2009: 'Een vorm van troost', in Hollands Diep
- 2009: 'Goed om hier te zijn', in Hollands Maandblad
- 2013: Goed om hier te zijn, bundel, De Bezige Bij
- 2023: 'Gameplan', 3pak, Stichting Collective Propaganda van het Nederlandse Boek

###### Romans
- 2009: Dagen van gras, De Bezige Bij
- 2012: Niemand in de stad, De Bezige Bij
- 2014: Boek van de doden, De Bezige Bij
- 2022: Wat je van bloed weet, Prometheus
- 2024: Open, Prometheus

###### Gedichten
- 2023: Ik meld mij af, ik meld mij aan, Prometheus
- 2024: De gedichtenapotheek, Prometheus

###### Essays
- 2015: Het verdriet van anderen, De Bezige Bij

## Bestseller 60
| Boeken met noteringen in de Nederlandse Bestseller 60 | Jaar van verschijnen | Datum van binnenkomst | Hoogste positie | Aantal weken | Opmerkingen    |
| ----------------------------------------------------- | -------------------- | --------------------- | --------------- | ------------ | -------------- |
| Boek van de doden                                     | 2014                 | 01-10-2014            | 60              | 1            |                |
| Wat je van bloed weet                                 | 2022                 | 23-02-2022            | 1(1wk)          | 11           |                |
| Open                                                  | 2024                 | 21-02-2024            | 28              | 1            |                |
| De gedichtenapotheek                                  | 2024                 | 01-01-2025            | 5               | 12           | verzamelbundel |

- Digitale Bibliotheek voor de Nederlandse Letteren: huff012
- Gemeinsame Normdatei: 139608923
- International Standard Name Identifier: 0000 0000 7888 4230
- Library of Congress Control Number: no2010070937
- Nederlandse Thesaurus van Auteursnamen: 322614112
- Système universitaire de documentation: 188257756
- Virtual International Authority File: 101330859
- WorldCat: E39PBJwxKkx8tcJVTxF3r7vvHC